# Алжирски арабски език
Алжирският арабски е диалект на арабския език, говорен от по-голямата част на Алжир.  Като повечето диалекти от магребската група, говоримият и писменият арабски се различават; алжирският арабски има предимно арабска лексика със силно влияние и заемки от френския и испанския език. Този диалект няма официален статут, но се употребява от голяма част алжирци. Алжирският арабски се различава в зависимост от градовете.